# Andrea Filser
Andrea Filser, née le 25 mars 1993, est une skieuse alpine allemande, spécialiste des épreuves techniques.

## Biographie
Membre du club SV Wildsteig, elle participe à ses premières courses FIS lors de la saison 2008-2009. Elle gagne ses premières compétitions en 2010, puis le titre de championne d'Allemagne junior du slalom en 2011. L'hiver suivant, elle est sélectionnée en équipe nationale pour la Coupe d'Europe et les Championnats du monde junior, où elle se classe treizième du slalom.
Le 10 novembre 2012, elle est au départ de sa première manche de Coupe du monde, le slalom de Levi. Quelques mois plus tard, elle obtient deux résultats dans le top dix aux Championnats du monde junior, au Québec, avec une sixième place au slalom et une cinquième place au combiné. Elle profite de cette forme pour marquer ses premiers points en Coupe du monde devant le public allemand d'Ofterschwang avec une 23e place sur le slalom.
Filser ne parvient pas à confirmer ces résultats lors des saisons suivantes, participant à la Coupe du monde de manière sporadique et ne brillant pas non plus en Coupe d'Europe.
En 2018, de retour à en compétition après une rupture du ligament croisé contracté en fin d'année 2016 en Coupe d'Europe, elle est de nouveau au départ de courses de Coupe du monde, mais n'accroche aucune qualification en seconde manche. En fin de saison, elle remporte le titre de championne d'Allemagne de slalom à Sudelfeld. En 2020, elle court dans la Coupe d'Asie de l'Est, gagnant quatre manches. Elle obtient une place dans l'équipe nationale A pour la saison 2020-2021, où elle renoue avec le top 30, prenant part à des deuxièmes manches en slalom et slalom géant.
Elle est alors sélectionnée pour ses premiers championnats du monde, à Cortina d'Ampezzo, où elle court le slalom géant, le slalom (pour deux vingtièmes places), le parallèle (onzième) et l'épreuve par équipes, remportant la médaille de bronze, en tant que titulaire.

## Palmarès

### Championnats du monde
| Épreuve / Édition | Cortina d'Ampezzo 2021 |
| Slalom géant      | 20e                    |
| Slalom            | 20e                    |
| Parallèle         | 11e                    |
| Par équipes       | Bronze                 |

### Coupe du monde
- Meilleur classement général : 76e en 2021.
- Meilleur résultat : 21e.
- 1 podium en compétition par équipes.

#### Classements en Coupe du monde
| Année/Classement | Année/Classement | Général | Général | Slalom géant | Slalom géant | Slalom | Slalom | Parallèle | Parallèle |
| ---------------- | ---------------- | ------- | ------- | ------------ | ------------ | ------ | ------ | --------- | --------- |
| Année/Classement | Année/Classement | Class.  | Points  | Class.       | Points       | Class. | Points | Class.    | Points    |
| 2013             | 2013             | 109e    | 8       | -            | -            | 50e    | 8      | -         | -         |
| 2021             | 2021             | 76e     | 44      | 42e          | 18           | 38e    | 24     | 29e       | 2         |

### Championnats d'Allemagne
- Championne d'Allemagne du slalom en 2018.
- Championne d'Allemagne du slalom géant en 2021.